# Nuovo Calcio Trento 2002-2003
Questa pagina raccoglie le informazioni riguardanti il Nuovo Calcio Trento nelle competizioni ufficiali della stagione 2002-2003.

## Rosa
| N. |                   | Ruolo | Calciatore             |
| -- | ----------------- | ----- | ---------------------- |
|    | Ghana (bandiera)  | C     | Osuman Abdallah        |
|    | Italia (bandiera) | A     | Diego Albano           |
|    | Italia (bandiera) | D     | Fabrizio Albonetti     |
|    | Italia (bandiera) | A     | Giorgio Carbone        |
|    | Italia (bandiera) | A     | Luca Corradi           |
|    | Italia (bandiera) | C     | Matteo Deinite         |
|    | Italia (bandiera) | C     | Simone Facchini        |
|    | Italia (bandiera) | A     | Alberto Gallo          |
|    | Italia (bandiera) | C     | Simone Guerri          |
|    | Niger (bandiera)  | A     | Kelechi Francis Ibekwe |
|    | Italia (bandiera) | C     | Claudio Ischia         |
|    | Italia (bandiera) | C     | Rosario La Marca       |
|    | Italia (bandiera) | C     | Nicola Lonzar          |
|    | Italia (bandiera) | P     | Massimo Macchi         |
|    | Italia (bandiera) | D     | Christian Maraner      |
|    | Italia (bandiera) | D     | Filippo Moratti        |

| N. |                           | Ruolo | Calciatore                  |
| -- | ------------------------- | ----- | --------------------------- |
|    | Nigeria (bandiera)        | D     | Mathew Olorunleke           |
|    | Italia (bandiera)         | D     | Matteo Pachera              |
|    | Italia (bandiera)         | C     | Alessandro Piovesan         |
|    | Brasile (bandiera)        | A     | Rafael Severo Refatti       |
|    | Brasile (bandiera)        | D     | Douglas De Mederios Rinaldi |
|    | Italia (bandiera)         | D     | Gabriele Rodighiero         |
|    | Italia (bandiera)         | P     | Ivano Rotoli                |
|    | Brasile (bandiera)        | C     | Everton Garroni Santos      |
|    | Costa d'Avorio (bandiera) | D     | Ibrahiman Scandroglio       |
|    | Italia (bandiera)         | D     | Gabriele Spinelli           |
|    | Italia (bandiera)         | C     | Alessandro Troiano          |
|    | Italia (bandiera)         | D     | Claudio Vago                |
|    | Italia (bandiera)         |       | Vinicio                     |
|    | Italia (bandiera)         | D     | Boris Volani                |
|    | Italia (bandiera)         | C     | Luigi Zuccon                |